# Bufonaria echinata
Espèce
Bufonaria echinata est une espèce de mollusques de la classe des gastéropodes et de la famille des Bursidae.

## Répartition
- Région indo-pacifique

## Philatélie
Ce coquillage figure, sous le nom de Ranella spinosa, sur une émission du Territoire français des Afars et des Issas de 1975 (valeur faciale : 40 F).